# Verzorgingsplaats Oeijenbraak
Verzorgingsplaats Oeijenbraak is een verzorgingsplaats aan de Nederlandse A67 tussen aansluiting Someren en aansluiting Geldrop in de richting Eindhoven. Het ligt in de gemeente Someren tussen de dorpen Lierop en Mierlo.
De naam Oeijenbraak is afgeleid van een buurtschapje in de plaats Lierop. In 2013 werd middels een veiling de huurrechten van het pompstation verkocht.
Richting Duisburg: Het Goor · Meelakkers · Het Gevlocht · Deersels · Zwartewater
Richting Antwerpen: Venlose Heide · Reunen · De Slenk · Helenaveen · De Leysing · Oeijenbraak · Oeienbosch · De Beerze